# كافرون (جاركورغان)
كافرون هي بلدة في مقاطعة جاركورغان في ولاية صرخنداريا في أوزبكستان.